# Aparicio Méndez
 (octobre 2015).
Si vous disposez d'ouvrages ou d'articles de référence ou si vous connaissez des sites web de qualité traitant du thème abordé ici, merci de compléter l'article en donnant les références utiles à sa vérifiabilité et en les liant à la section « Notes et références ».
Aparicio Méndez, né le 24 août 1904 à Rivera (Uruguay) et mort le 27 juin 1988 à Montevideo, est un avocat uruguayen, ministre puis président de la République et dictateur de 1976 à 1981.

## Biographie
Aparicio Méndez est étudiant en droit à l'université de la République à Montevideo. Il se spécialise dans le Droit administratif.
Il est membre du Parti national.
Aparicio Méndez est nommé ministre de la Santé le 13 avril 1961 et occupe cette fonction jusqu'au 16 juin 1964.
Après le coup d'État militaire de 1976, il est l'un des membres civils du Conseil d'État et est désigné président de la République. Un des premiers actes de son gouvernement est la privation des droits civiques de toutes les personnes qui sont impliqués dans les événements politiques entre 1966 et 1973. Le nombre de prisonniers politiques en 1976 est d'environ 6000.
Le 30 novembre 1980, le peuple uruguayen rejette à près de 57,2 % des voix, sa proposition de nouvelle Constitution. En septembre 1981, le courant modéré représenté par le général Gregorio Conrado Álvarez lui succède à la présidence.